# Magnus Kulset
Magnus Kulset, né le 18 août 2000, à Oslo, est un coureur cycliste norvégien.

## Biographie
Magnus  Kulset est le fils de Vegard Kulset, dirigeant de la chaîne de stations services Uno-X (en). Ses trois frères Kristian, Sindre et Johannes sont également coureurs cyclistes. 

## Palmarès
- 2018
  - 2e du Sundvolden GP juniors

## Classements mondiaux
| Année                                 | 2020  | 2021 | 2022  | 2023  | 2024  |
| ------------------------------------- | ----- | ---- | ----- | ----- | ----- |
| Classement mondial                    | 1834e | nc   | 2141e | 2476e | 2877e |
| UCI Europe Tour                       | 1354e | nc   | 1346e | nc    | nc    |
|                                       |       |      |       |       |       |
| Légende : nc = non classéSource : UCI |       |      |       |       |       |